# 2015년 세계 유도 선수권 대회
2015년 세계 유도 선수권 대회(카자흐어: Дзюдодан Əлем чемпионаты 2015, 러시아어: Чемпионат мира по дзюдо 2015)는 국제 유도 연맹(IJF)의 주관으로 2015년 8월 25일부터 30일까지 카자흐스탄 아스타나에서 열린 세계 유도 선수권 대회이다.

## 메달 집계
| 순위 | 국가           | 금메달 | 은메달 | 동메달 | 합계 |
| ---- | -------------- | ------ | ------ | ------ | ---- |
| 1    | 일본           | 8      | 4      | 5      | 17   |
| 2    | 프랑스         | 2      | 2      | 2      | 6    |
| 3    | 대한민국       | 2      | 1      | 3      | 6    |
| 4    | 카자흐스탄     | 1      | 1      | 0      | 2    |
| 4    | 슬로베니아     | 1      | 1      | 0      | 2    |
| 6    | 아르헨티나     | 1      | 0      | 0      | 1    |
| 6    | 중화인민공화국 | 1      | 0      | 0      | 1    |
| 8    | 러시아         | 0      | 2      | 1      | 3    |
| 9    | 루마니아       | 0      | 2      | 0      | 2    |
| 10   | 독일           | 0      | 1      | 3      | 4    |
| 11   | 스페인         | 0      | 1      | 0      | 1    |
| 11   | 폴란드         | 0      | 1      | 0      | 1    |
| 13   | 몽골           | 0      | 0      | 4      | 4    |
| 14   | 조지아         | 0      | 0      | 3      | 3    |
| 14   | 브라질         | 0      | 0      | 2      | 2    |
| 16   | 네덜란드       | 0      | 0      | 1      | 1    |
| 16   | 벨기에         | 0      | 0      | 1      | 1    |
| 16   | 벨라루스       | 0      | 0      | 1      | 1    |
| 16   | 우즈베키스탄   | 0      | 0      | 1      | 1    |
| 16   | 우크라이나     | 0      | 0      | 1      | 1    |
| 16   | 이스라엘       | 0      | 0      | 1      | 1    |
| 16   | 캐나다         | 0      | 0      | 1      | 1    |
| 16   | 콜롬비아       | 0      | 0      | 1      | 1    |
| 16   | 쿠바           | 0      | 0      | 1      | 1    |
| 합계 | 합계           | 16     | 16     | 32     | 64   |

## 경기 결과

### 남자
| 체급                     | 금 | 은                                          | 동 |
| 엑스트라라이트급 (-60kg) | 옐도스 스메토프 카자흐스탄                                                                               | 루스탐 이브라예프 카자흐스탄                | 시시메 도루 일본 |
| 엑스트라라이트급 (-60kg) | 옐도스 스메토프 카자흐스탄                                                                               | 루스탐 이브라예프 카자흐스탄                | 김원진 대한민국 |
| 하프라이트급 (-66kg)     | 안바울 대한민국                                                                                          | 미하일 풀랴예프 러시아                      | 골란 폴라크 이스라엘 |
| 하프라이트급 (-66kg)     | 안바울 대한민국                                                                                          | 미하일 풀랴예프 러시아                      | 리쇼트 소비로프 우즈베키스탄 |
| 라이트급 (-73kg)         | 오노 쇼헤이 일본                                                                                         | 나카야 리키 일본                            | 사잉자르갈링 냠오치르 몽골 |
| 라이트급 (-73kg)         | 오노 쇼헤이 일본                                                                                         | 나카야 리키 일본                            | 안창림 대한민국 |
| 하프미들급 (-81kg)       | 나가세 다카노리 일본                                                                                     | 로이크 피에트리 프랑스                      | 앙투안 발루아포르티에 캐나다 |
| 하프미들급 (-81kg)       | 나가세 다카노리 일본                                                                                     | 로이크 피에트리 프랑스                      | 빅토르 페나우베르 브라질 |
| 미들급 (-90kg)           | 곽동한 대한민국                                                                                          | 키릴 데니소프 러시아                        | 바를람 리파르텔리아니 조지아 |
| 미들급 (-90kg)           | 곽동한 대한민국                                                                                          | 키릴 데니소프 러시아                        | 베이카 마슈 일본 |
| 하프헤비급 (-100kg)      | 하가 류노스케 일본                                                                                       | 카를리하르트 프라이 독일                    | 토마 니키포로브 벨기에 |
| 하프헤비급 (-100kg)      | 하가 류노스케 일본                                                                                       | 카를리하르트 프라이 독일                    | 디미트리 페터스 독일 |
| 헤비급 (+100kg)          | 테디 리네르 프랑스                                                                                       | 시치노헤 류 일본                            | 아담 오크루아슈빌리 조지아 |
| 헤비급 (+100kg)          | 테디 리네르 프랑스                                                                                       | 시치노헤 류 일본                            | 야키우 함모 우크라이나 |
| 단체전                   | 일본 에비누마 마사시 다카이치 겐고 나카야 리키 나가세 다카노리 마루야마 고키 요시다 유야 오지타니 다케시 | 대한민국 안바울 안창림 이승수 곽동한 김성민 | 조지아 바자 마르그벨라슈빌리 라샤 샤브다투아슈빌리 누그자르 타탈라슈빌리 베카 그비니아슈빌리 바를람 리파르텔리아니 우샨기 마르기아니 아미란 파피나슈빌리 아프탄딜 치리키슈빌리 아담 오크루아슈빌리 레반 마티아슈빌리       |
| 단체전                   | 일본 에비누마 마사시 다카이치 겐고 나카야 리키 나가세 다카노리 마루야마 고키 요시다 유야 오지타니 다케시 | 대한민국 안바울 안창림 이승수 곽동한 김성민 | 몽골 다바도르징 트므르훌레그 사잉자르갈링 냠오치르 어트겅바타링 우강바타르 르학바수렝깅 어트겅바타르 나이당깅 투브신바야르 바톨깅 테물렌 냠수렝깅 다그바수렝 강바타링 어드바야르 하시바타링 차강바타르 강바타링 볼드바타르 |

### 여자
| 체급                     | 금                                                                                     | 은 | 동 |
| 엑스트라라이트급 (-48kg) | 파울라 파레토 아르헨티나                                                               | 아사미 하루나 일본 | 정보경 대한민국 |
| 엑스트라라이트급 (-48kg) | 파울라 파레토 아르헨티나                                                               | 아사미 하루나 일본 | 곤도 아미 일본 |
| 하프라이트급 (-52kg)     | 나카무라 미사토 일본                                                                   | 안드레아 키추 루마니아 | 이리카 미란다 브라질 |
| 하프라이트급 (-52kg)     | 나카무라 미사토 일본                                                                   | 안드레아 키추 루마니아 | 다리야 스크리프니크 벨라루스 |
| 라이트급 (-57kg)         | 마쓰모토 가오리 일본                                                                   | 코리나 커프리오리우 루마니아 | 오톤 파비아 프랑스 |
| 라이트급 (-57kg)         | 마쓰모토 가오리 일본                                                                   | 코리나 커프리오리우 루마니아 | 도르수렝깅 소미야 몽골 |
| 하프미들급 (-63kg)       | 티나 트르스테냐크 슬로베니아                                                           | 클라리스 아그베녜누 프랑스 | 체데브수렝깅 믕흐자야 몽골 |
| 하프미들급 (-63kg)       | 티나 트르스테냐크 슬로베니아                                                           | 클라리스 아그베녜누 프랑스 | 다시로 미쿠 일본 |
| 미들급 (-70kg)           | 제브리즈 에만 프랑스                                                                   | 마리아 베르나베우 스페인 | 파니에스텔 포스비트 프랑스 |
| 미들급 (-70kg)           | 제브리즈 에만 프랑스                                                                   | 마리아 베르나베우 스페인 | 유리 알베아르 콜롬비아 |
| 하프헤비급 (-78kg)       | 우메키 마미 일본                                                                       | 아나마리 벨렌셰크 슬로베니아 | 루이제 말찬 독일 |
| 하프헤비급 (-78kg)       | 우메키 마미 일본                                                                       | 아나마리 벨렌셰크 슬로베니아 | 마르힌더 페르커르크 네덜란드 |
| 헤비급 (+78kg)           | 위쑹 중화인민공화국                                                                    | 다치모토 메구미 일본 | 야마베 가나에 일본 |
| 헤비급 (+78kg)           | 위쑹 중화인민공화국                                                                    | 다치모토 메구미 일본 | 이달리스 오르티스 쿠바 |
| 단체전                   | 일본 나카무라 미사토 야마모토 안즈 다시로 미쿠 아라이 지즈루 눈이라 가렌 야마베 가나에 | 폴란드 카롤리나 피엔코프스카 아를레타 포돌라크 안나 보로프스카 카타지나 크위스 다리아 포고젤레츠 아가타 오즈도바 카롤리나 타와흐 카타지나 푸르마네크 | 독일 마린 크레 미리암 로퍼 마르티나 트라이도스 산드라 디트리히 야스민 그라보프스키 라우라 바르가스 코흐 비올라 베히터 야스민 퀼브스 |
| 단체전                   | 일본 나카무라 미사토 야마모토 안즈 다시로 미쿠 아라이 지즈루 눈이라 가렌 야마베 가나에 | 폴란드 카롤리나 피엔코프스카 아를레타 포돌라크 안나 보로프스카 카타지나 크위스 다리아 포고젤레츠 아가타 오즈도바 카롤리나 타와흐 카타지나 푸르마네크 | 러시아 율리야 리조바 이리나 자블루디나 예카테리나 발코바 야나 크류코바 안나 드미트리예바 타티야나 카제뉴크                          |